# Canning Basin
Canning Basin – basen sedymentacyjny, położony w Australii Zachodniej. Canning Basin zajmuje obszar około 506 000 km², z czego 430 000 km² położona jest na ladzie. Na tym obszarze znajdują się złoża ropy i gazu, w czerwcu 2003 roku wykonano 250 studni. Basen jest odrębnym rejonem fizjograficznym Zachodniej Tarczy Australijskiej.